# Малі Гольні
Малі Гольні (біл. Малыя Гольні) — село у складі Берестовицького району Гродненської області, Білорусь. Село підпорядковане Олекшицькій сільській раді/ 

## Географія
Село розташоване у західній частині Гродненської області.

## Населення
| 1999 | 2009 |
| ---- | ---- |
| ▬ 22 | ▼ 11 |